# Premis Nacionals de Cultura 2016
Els Premis Nacionals de Cultura 2016 van ser atorgats pel Consell Nacional de la Cultura i de les Arts d'acord amb el que estableixen la Llei 6/2008, de 13 de maig, del CoNCA i el Decret 148/2013, de 2 d'abril, dels Premis Nacionals de Cultura de la Generalitat de Catalunya. El lliurament dels premis es va fer el 8 de juny del 2016 al Teatre Metropol de Tarragona, i fou presidit pel Molt Hble. Sr. Carles Puigdemont, president de la Generalitat de Catalunya. S'atorgà el màxim permès de distincions, deu, a artistes, acadèmics i entitats culturals catalanes.

## Guardonats
- Josep Maria Aragonès i Gaya i Maria Rosa Fusté[3] (Antaviana Films)
- Lola Badia i Pàmies[4]
- Centre de Documentació del Patrimoni i la Memòria Carrutxa[5]
- Los Galindos[6]
- Joan Josep Guillén i Zambrano[7]
- Dani Karavan[8]
- Quartet Casals[9]
- Clara Segura i Crespo[10]
- Antònia Vicens i Picornell[11]
- Enrique Vila-Matas[12]